# MiG-3
MiG-3 (ros. МиГ-3) – samolot myśliwski produkcji radzieckiej z okresu II wojny światowej, konstrukcji biura Polikarpowa, ukończonej przez Mikojana i Guriewicza, wersja rozwojowa myśliwca MiG-1. Stanowił jednomiejscowy jednosilnikowy dolnopłat o konstrukcji mieszanej, napędzany silnikiem rzędowym. Był najliczniejszym spośród nowoczesnych myśliwców radzieckich w chwili ataku niemieckiego na ZSRR, produkowany masowo od końca 1940 do jesieni 1941 roku. Używano ich głównie w początkowym okresie wojny niemiecko-radzieckiej. Ogółem wyprodukowano 3172 myśliwców MiG-3. Wraz z MiG-1, były to pierwsze samoloty noszące sygnaturę MiG – biura Mikojana i Guriewicza.

## Historia powstania
Pod koniec lat 30. lotnictwo radzieckie odczuwało potrzebę wprowadzenia nowych szybkich myśliwców w układzie jednopłata, jakie powstawały w tym czasie na świecie. Dodatkowego impulsu dodały przeprowadzone w 1938 roku testy zdobytego podczas wojny domowej w Hiszpanii Messerschmitta Bf 109B. W tym czasie w biurze doświadczalno-konstrukcyjnym (OKB) Nikołaja Polikarpowa, będącego konstruktorem wszystkich dotychczasowych myśliwców radzieckich (I-5, I-15, I-153, I-16), pracowano już nad samolotem I-180 napędzanym silnikiem gwiazdowym. Mimo że był on udaną konstrukcją, szanse na jego produkcję zaprzepaściła katastrofa prototypu w pierwszym locie i dalsze problemy. Na skutek odbytych w 1939 roku spotkań konstruktorów z władzami radzieckimi, z udziałem Stalina, 29 lipca 1939 władze sformułowały wymagania konstrukcyjne na nowe myśliwce. Opracowaniem myśliwców nowego pokolenia zajęło się ogółem 12 biur konstrukcyjnych. Także w biurze Polikarpowa, mieszczącym się przy zakładzie nr 1 w Moskwie, rozpoczęto w 1939 roku prace nad nowym myśliwcem – dolnopłatem I-200 napędzanym silnikiem rzędowym (w układzie V). Samolot miał być napędzany nowo opracowywanym silnikiem konstrukcji Mikulina AM-37 o mocy 1450 KM i według założeń osiągać prędkość 670 km/h. Prace prowadzono pod kierunkiem samego Polikarpowa i z jego inicjatywy, mimo że on sam był zwolennikiem silników gwiazdowych. Autorem projektu przedwstępnego i wiodącym konstruktorem I-200 został N. Andrianow. Do jesieni 1939 projekt wstępny był prawie gotowy, lecz Polikarpow zamierzał wnieść dalsze poprawki (głównie w celu zmniejszenia powierzchni nośnej, co miało zwiększyć prędkość samolotu), więc prowadzonych prac początkowo nie ujawniano Ludowemu Komisariatowi (ministerstwu) Przemysłu Lotniczego (NKAP).
Nowy projekt ujawniono dopiero w celu podtrzymania produkcji samolotów Polikarpowa w zakładzie nr 1, pod nieobecność generalnego konstruktora, spowodowaną wysłaniem go przez władze w październiku 1939 w składzie delegacji zwiedzającej niemieckie fabryki lotnicze. NKAP ocenił projekt pozytywnie i polecił jego dalszy rozwój, powierzając go nowo utworzonemu 8 grudnia 1939 przez dyrekcję zakładu nr 1 Oddziałowi Doświadczalno-Konstrukcyjnemu (OKO). Kierownictwo oddziału, przekształconego następnie na początku 1940 roku w samodzielne biuro konstrukcyjne, powierzono młodemu konstruktorowi Artiomowi Mikojanowi, którego zastępcą został bardziej doświadczony Michaił Guriewicz, dotychczasowy zastępca Polikarpowa. Zbiegło się to w czasie z popadnięciem Polikarpowa w niełaskę u władz państwa i utratą jego pozycji jako wiodącego konstruktora myśliwców w ZSRR. Sam Polikarpow utracił wpływ na dalszy rozwój I-200, przy tym, z uwagi na czas, zrezygnowano z postulowanych przez niego zmian i dopracowano projekt w pierwotnym kształcie. W pośpiechu dokumentację ukończono jeszcze w lutym 1940, a do 30 marca, przed wyznaczonym terminem, ukończono pierwszy prototyp.
Pierwszy prototyp oblatał 5 kwietnia 1940 w Chodynce pilot doświadczalny Arkadij Jekatow. Z powodu braku niedopracowanych jeszcze silników AM-37, prototypy otrzymały nieco słabszy, również nowo opracowany silnik Mikulina AM-35A o mocy 1350 KM. Pierwszy nieuzbrojony prototyp osiągnął prędkość 648,5 km/h. 9 maja 1940 oblatano drugi prototyp, a 6 czerwca trzeci, z zamontowanym docelowym uzbrojeniem w postaci jednego wkm 12,7 mm i dwóch km 7,62 mm w kadłubie (różnił się on skrzydłami konstrukcji metalowej). Będąc pod wrażeniem dużej szybkości samolotu oraz entuzjastycznej opinii oblatywacza Stiepana Supruna, NKAP skierowało 31 maja samolot do produkcji, z dostępnym silnikiem AM-35A, i zleciło produkcję 125 sztuk jeszcze przed zakończeniem prób fabrycznych i państwowych. Jednocześnie, w dalszym ciągu dokonywano poprawek konstrukcji, głównie w zakresie systemu chłodzenia. 18 sierpnia 1940 samolot został zaprezentowany publicznie na święcie lotnictwa w Tuszyno. Po próbach fabrycznych, 12 września 1940 roku prototypy nr 2 i 3 ukończyły pomyślnie próby państwowe, jako jedyne z myśliwców nowej generacji przechodząc je za pierwszym podejściem. Podczas tych prób prototyp osiągnął prędkość 628 km/h (przeliczoną na 636 km/h). Nakazano jednak poprawić w toku produkcji m.in. stateczność podłużną i poprzeczną samolotu oraz wzmocnić uzbrojenie.
2 października 1940 roku niespodziewanie Rada Komisarzy Ludowych ZSRR zażądała zwiększenia zasięgu wszystkich nowych myśliwców do 1000 km, za czym poszła odpowiednia dyrektywa NKAP nakazująca produkcję od grudnia zmodyfikowanych samolotów. Spowodowało to zmodyfikowanie konstrukcji I-200 przez umieszczenie dodatkowego zbiornika paliwa o pojemności 250 litrów pod kabiną pilota, co wymagało przesunięcia silnika o 10 cm do przodu i wydłużenia kadłuba dla zachowania wyważenia. Zastosowano też nową, skuteczniejszą chłodnicę cieczy pod kadłubem, w powiększonej osłonie, którą przesunięto nieco w przód, gdyż tylną część osłony zajął wystający w dół zbiornik paliwa. Zwiększono ponadto kąt wzniosu skrzydeł z 5° do 6°, co polepszyło stateczność poprzeczną. Zmiany przetestowano na czwartym prototypie oblatanym 29 października 1940 roku. Zmodyfikowany samolot – późniejszy MiG-3 – był cięższy od pierwszego wariantu (3355 kg wobec 3099 kg), co w niewielkim stopniu odbiło się na prędkości, lecz pogorszyło się jego wnoszenie. Większe były także obciążenia na drążku sterowym, pogarszając manewrowość.

## Produkcja i rozwój

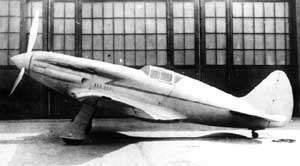
Pierwszy prototyp I-200 (MiG-1)

9 grudnia 1940 roku, w związku z nowym systemem nazewnictwa samolotów radzieckich od inicjałów konstruktorów, w którym myśliwcom odpowiadały numery nieparzyste, pierwsze 100 sztuk seryjnych I-200 zostało oznaczonych MiG-1. Zmodyfikowane samoloty, ze zwiększonym zapasem paliwa, produkowane od 20 grudnia 1940 roku, oznaczono zaś jako MiG-3. Nowy sposób nadawania nazw zastąpił system, według którego samoloty otrzymywały oznaczenie zgodne z przeznaczeniem (I-200 pochodzi od słowa istriebitiel – myśliwiec). Numeracja fabryczna MiG-3 zaczynała się od numeru 2101; były one produkowane co do zasady w seriach po 100 sztuk. Przy uruchamianiu produkcji samolot otrzymał wewnątrzzakładowe oznaczenie „wyrób (izdielije) 61”, stąd czasami w niemieckich dokumentach oznaczany był błędnie jako I-61.
Do końca 1940 roku lotnictwo przyjęło z zakładu nr 1 w Moskwie 111 myśliwców I-200, w tym 19 MiG-3. Od 27 stycznia do 26 lutego 1941 prowadzono próby państwowe MiG-3. Produkcja MiGów wzrastała w kolejnych miesiącach od 140 w styczniu do 253 w maju 1941 roku. Szybkie tempo produkcji nie sprzyjało jakości, a wdrożenie niedopracowanego samolotu stwarzało liczne problemy; przede wszystkim silniki wczesnych serii, produkowane przez zakład nr 24, były awaryjne, co doprowadziło na początku 1941 do licznych przymusowych lądowań i kilku wypadków. Między innymi, 13 marca 1941 w wyniku awarii silnika i niewyprowadzenia samolotu z nurkowania zginął na MiG-3 oblatywacz A. Jekatow.
Większość problemów wyeliminowano w I połowie 1941 roku; wdrażano też ulepszenia konstrukcji, wprowadzane następnie także na samolotach już wyprodukowanych. Między innymi, wzmocniono uzbrojenie przez dodanie dwóch wkm-ów kalibru 12,7 mm podwieszanych pod skrzydłami, co wymagało modyfikacji skrzydeł. Z dodatkowego uzbrojenia jednak później zrezygnowano, gdyż obniżało osiągi samolotu. Od 12. serii (10 maja 1941) zmniejszono o 110 litrów pojemność tylnego zbiornika paliwa, rezygnując z wymagań dużego zasięgu, co wpłynęło korzystnie na osiągi i manewrowość samolotu, a od 14. serii jeszcze zmniejszono o 50 l zbiorniki w centropłacie. Od 15. serii zwiększono powierzchnię statecznika poziomego i zmodyfikowano stery i lotki, co poprawiło własności lotne. W 16. serii wydłużono zdejmowaną pokrywę silnika (stosując przy tym lepsze zamki pokrywy, skopiowane z Bf 109). Od 17. serii zmieniono śmigło na AW-5Ł-123 o większym zakresie skoku łopat i reduktor silnika na optymalizowany dla większych wysokości (stopień 0,732), co wydłużyło jednak nabieranie wysokości po starcie. Od 10 lipca (19. serii) produkowano samoloty wyposażone w automatyczne sloty, polepszające ich własności przy starcie i lądowaniu i zwiększające bezpieczeństwo przez zmniejszenie ryzyka wejścia w korkociąg. Dopiero od końca sierpnia 1941, w miarę dostaw, wprowadzano przednie szkło pancerne kabiny pilota (nie na wszystkich). Cena samolotu w lipcu 1941 roku była ustalona na 198 tys. rubli, w tym silnik 61 tysięcy, a w przypadku wyposażenia w radiostację – 238 tys. rubli.
Do 1 czerwca 1941 wyprodukowano 1085 myśliwców MiG-3, w czerwcu 298. Po wybuchu wojny z Niemcami tempo produkcji MiG-ów znacznie zwiększono i w lipcu, sierpniu i wrześniu 1941 wyprodukowano ich odpowiednio 496, 562 i 450. Prowadzono też równocześnie w fabryce remonty samolotów uszkodzonych. Przy tym, od 22 lipca zakład nr 1 był nocami bombardowany, jednakże bez większych zniszczeń. Od września produkowano samoloty uzbrojone tylko w dwa wkm 12,7 mm w kadłubie. Ostatnim miesiącem masowej produkcji był październik 1941, kiedy to wyprodukowano ich 202, po czym zakład wobec zagrożenia Moskwy został ewakuowany na wschód do Kujbyszewa. Po urządzeniu tam fabryki, pierwsze MiG-3 zmontowano pod koniec listopada, lecz telegramem z 23 grudnia 1941 roku Stalin rozkazał kategorycznie skupić wszystkie siły na produkcji samolotów szturmowych Ił-2, napędzanych pokrewnym silnikiem AM-38. Wobec tego, w przeniesionej fabryce nr 1 w Kujbyszewie zbudowano do końca 1941 roku jedynie 30 MiG-3, kończąc tym samym ich produkcję. Mimo to, jednostkowa produkcja przy użyciu zgromadzonych podzespołów była jeszcze kontynuowana w 1942 roku – między lutym a listopadem powstało ich 22 w zakładzie nr 1, a od czerwca jeszcze 30 w nowo zorganizowanym zakładzie doświadczalnym Mikojana nr 155 w Moskwie. Samoloty produkowane w 1942 roku były uzbrojone już w dwa działka 20 mm. MiG-3 był ostatnim modelem myśliwca biura MiG produkowanym seryjnie podczas wojny, a zarazem ostatnim produkowanym seryjnie MiG-iem o napędzie tłokowym.
Ogółem wyprodukowano 100 myśliwców MiG-1 i 3172 MiG-3 (20 w 1940 roku, 3100 w 1941 roku i 52 w 1942 roku) – wszystkie, oprócz ostatnich 30, zbudowano w zakładzie nr 1.

## Wersje uzbrojenia
Oprócz opisanych wyżej niewielkich ulepszeń, samoloty MiG-3 jedynie różniły się uzbrojeniem, lecz nie nosiły odrębnych oznaczeń. Pierwszy i podstawowy wariant uzbrojenia obejmował jeden wielkokalibrowy karabin maszynowy BS kalibru 12,7 mm i dwa karabiny maszynowe SzKAS kalibru 7,62 mm, umieszczone w nosie kadłuba nad silnikiem i zsynchronizowane ze śmigłem. W tej konfiguracji powstała większość samolotów – 1978. Zapas nabojów wynosił 300 na wkm i po 750 na km. Spust był pneumatyczny, zdublowany przez mechaniczny. Oprócz uzbrojenia strzeleckiego, MiG-3 mógł przenosić łącznie do 200 kg bomb na czterech zamkach podskrzydłowych D3-40, przy tym maksymalnie można było przenosić bomby o masie 100 kg na zamkach wewnętrznych i 50 kg na zewnętrznych.
Uzbrojenie strzeleckie samolotu było jednak dość słabe i dlatego podejmowano próby jego wzmocnienia. 20 lutego 1941 roku wprowadzono do produkcji wariant z pięcioma karabinami maszynowymi – dodano dwa wkm-y kalibru 12,7 mm BK w gondolach pod skrzydłami, ze 145 nabojami na lufę. Podskrzydłowe wkm-y  obniżały jednak prędkość samolotu o 20 km/h na dużej i 35 km/h na małej wysokości. Dlatego też 28 maja 1941 władze nakazały zaprzestać produkcji tego wariantu. Do tamtej pory dostarczono ich do jednostek 566, lecz miało zostać zmodyfikowanych także w ten sposób co najmniej 257 maszyn wcześniejszych, przez co większość samolotów MiG-3 w chwili wybuchu wojny z Niemcami była w tej konfiguracji. Mimo to w lipcu, po ataku niemieckim, ponownie nakazano produkcję samolotów z 5 km-ami, prawdopodobnie z uwagi na siłę ognia przy atakach na cele naziemne. Powstało ich jednak wtedy już niewiele – łącznie wyprodukowano 821 samolotów w takiej fabrycznej konfiguracji. Na Froncie Zachodnim zdjęto podskrzydłowe wkm-y z większości samolotów na początku sierpnia 1941 roku. Spotyka się w literaturze nieoficjalne oznaczenie tego wariantu MiG-3P – piatitoczecznyj (pięciopunktowy, od punktów ogniowych).
W miejsce wariantu z podskrzydłowymi wkm-ami NKAP polecił opracować od czerwca 1941 roku wariant z uzbrojeniem złożonym z dwóch wkm BS i dwóch km SzKAS w kadłubie, po czym 27 lipca nakazał wdrożyć wariant z dwoma wkm BS i jednym km SzKAS. Powstały jednak odpowiednio tylko jeden i trzy takie samoloty, ale okazały się nieudane i po próbach wdrożono do produkcji od 20 września 1941 roku (27. seria produkcyjna) samoloty z tylko dwoma wkm kalibru 12,7 mm. Stosowano przy tym już wkm nowszego modelu UBS. Zapas amunicji wynosił po 350 nabojów (podawane są też inne dane). W w wersji z dwoma wkm 12,7 mm zbudowano już tylko 315 samolotów, z czego 215 otrzymało także dwie potrójne wyrzutnie podskrzydłowe dla 6 niekierowanych pocisków rakietowych RO-82 lub ich wersji. Można było na nich przenosić także cięższe pociski rakietowe RO-132, artyleryjskie rakiety M-8 lub zbiorniki paliwa po 80 l. Pociski używane były zarówno do walki z samolotami, jak i celami naziemnymi. Prowadnice jednak zmniejszały prędkość o 10–15 km/h, toteż władze lotnictwa nakazały później ich demontaż. Przy tym, celność pocisków wystrzeliwanych przez MiG-i była mniejsza, niż z innych nowych radzieckich myśliwców, z uwagi na mniejszą sztywność mocowania prowadnic, toteż sprawdzały się raczej przeciw celom powierzchniowym.
Ostatnie 52 samoloty zbudowane po ewakuacji fabryki w 1942 roku (22 w zakładzie nr 1 oraz 30 w zakładzie nr 155) powstały w najsilniejszym wariancie, uzbrojonym w dwa działka 20 mm SzWAK, z zapasem po 200 nabojów (według innych danych, po 300 nabojów).
Niewielką liczbę samolotów przebudowano od lipca 1941 na rozpoznawcze, instalując aparat fotograficzny AFA-I.

## Użycie
Samoloty MiG-3 zaczęły być kierowane do jednostek liniowych od samego początku 1941, przede wszystkim do pułków myśliwskich zachodnich okręgów wojskowych, a także nad Morze Czarne i do pułków obrony powietrznej Moskwy. Jako jeden z pierwszych otrzymał je 159 pułk lotnictwa myśliwskiego (159 IAP) w Leningradzkim Okręgu Wojskowym w lutym. 1 maja 1941 roku MiGi zostały zademonstrowane publicznie masowo na defiladzie w Moskwie. Tempo produkcji i przekazywania samolotów do jednostek w pierwszej połowie 1941 było bardzo duże i w momencie ataku niemieckiego MiGi stanowiły najliczniejsze nowe myśliwce (1309 wyprodukowanych obu modeli wobec 425 Jak-1 i 322 ŁaGG-3). Szkolenie pilotów na nowym typie szło jednak znacznie wolniej i liczba przeszkolonych pilotów była mniejsza, zwłaszcza w lotach nocnych i grupowych. Borykali się oni także z problemami związanymi z niedopracowaniem samolotu. Awaryjność nowo wprowadzanych MiG-ów była mimo to znacznie mniejsza, niż prostszych w pilotażu ŁaGG-3. MiGi używane były początkowo w pułkach myśliwskich obok myśliwców starszych typów, głównie I-153 i I-16. 1 czerwca 1941 roku w pięciu przygranicznych okręgach wojskowych (Leningradzkim, Nadbałtyckim, Zachodnim, Kijowskim, Odeskim) było 676 MiG-3 i 77 MiG-1, nie licząc myśliwców floty, oraz 67 MiG-3 w okręgu moskiewskim (według innych danych, w pięciu okręgach było 845 MiG-3, z tego 786 sprawnych). Od maja 1941 MiG-3 były też kierowane do okręgu Zakaukaskiego.

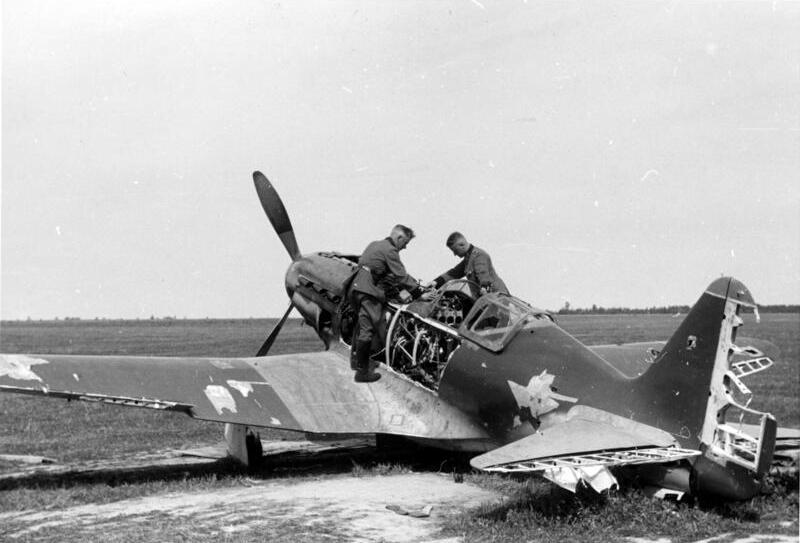
Porzucony na lotnisku w Białymstoku MiG-3, 1941 r.

W chwili ataku niemieckiego 22 czerwca 1941 w pięciu przygranicznych okręgach wojskowych było już 917 samolotów MiG obu modeli na 4226 myśliwców. Poniosły jednak wielkie straty w dwóch pierwszych dniach niemieckiej zmasowanej kampanii powietrznej – 24 czerwca pozostały w czterech zachodnich okręgach tylko 234 MiGi (na 1821 myśliwców), ponadto ok. 150 w okręgu odeskim. Większość została zniszczona w nalotach na lotniska, przy tym uszkodzone samoloty musiały być porzucane z powodu szybkich postępów Niemców, chaosu, braku możliwości ewakuacji i braku części zamiennych, a nawet czasem braku źródeł sprężonego powietrza do zapuszczania silników. Już pierwszego dnia Niemcy zdobyli na ziemi 80 MiGów (w większości MiG-3), w tym 27 sprawnych. Dochodziło też do walk powietrznych, w których MiGi w początkowym okresie ponosiły najczęściej straty, odnosząc jednak także zwycięstwa, głównie nad bombowcami.  Na Froncie Południowym (byłym okręgu odeskim) straty na ziemi były najmniejsze i MiGi działały tam w ciągu pierwszych kilku dni najintensywniej, w tym przeciw lotnictwu rumuńskiemu. W lipcu straty na ziemi były mniejsze, a MiG-3 trafiały na front jako uzupełnienia, działając z różnym efektem. Przyczynami strat w walkach z myśliwcami było w głównej mierze słabsze wyszkolenie radzieckich pilotów, zwłaszcza taktyczne, brak doświadczenia większości z nich oraz słabe opanowanie nowego myśliwca przez część pilotów, aczkolwiek oprócz tego MiGi generalnie ustępowały nowym niemieckim myśliwcom. Część pilotów walczących na MiG-ach zdobywała jednak doświadczenie i zdołała zyskać tytuł asów, m.in. Aleksandr Pokryszkin. Stosunkowo liczne były przypadki taranowania wrogich samolotów MiG-ami-3, aczkolwiek nie częstsze, niż na innych radzieckich myśliwcach, więc nie miało to związku z uzbrojeniem samolotu.
Od lipca do października 1941 skrótowe przeszkalanie pułków na MiGi skoncentrowano w Wyższej Szkole Nawigatorów w Riazaniu. Godne uwagi jest, że od czerwca do końca roku zanotowano na nich mniej wypadków na godzinę lotu podczas przeszkalania, niż na pozostałych typach nowych myśliwców (Jak-1, a zwłaszcza ŁaGG-3). W tym okresie na MiGi przeszkolono przynajmniej 37 pułków, kierowanych następnie na front; część z nich były to jednostki ponownie sformowane po utracie sprzętu na początku wojny. Liczba samolotów w pułku wynosiła 32, a w formowanych od września – 20. MiGi w dużej liczbie używane były m.in. na nowo sformowanym w sierpniu Froncie Briańskim. Używane też były na północy, przeciw lotnictwu fińskiemu. W październiku 1941 odsetek MiGów w lotnictwie frontowym był najwyższy – 257 MiGów na 948 myśliwców na 1 października (27%). Były wówczas najliczniejszymi myśliwcami lotnictwa frontowego (wcześniej najliczniejsze były I-16, od listopada – ŁaGG-3). Statystyka zarówno zwycięstw, jak i strat w pierwszym okresie wojny była dla MiGów lepsza, niż dla Jak-1.
Od początku, oprócz walk z samolotami, jednym z głównych zadań MiG-ów stały się ataki szturmowe na kolumny wojsk lądowych i inne cele naziemne. Zwłaszcza użyteczne były do tych celów samoloty z 5 km-ami. MiG-i jako jedyne z nowych myśliwców miały od początku wyrzutniki bombowe, których używano, aczkolwiek celność bombardowania nie była duża z uwagi na brak odpowiednich celowników. Zanotowano także kilka udanych nalotów szturmowych na przyfrontowe lotniska niemieckie. Od listopada używano nowych MiGów z niekierowanymi pociskami rakietowymi, uważanymi za bardziej efektywne i celniejsze od bomb, pomimo ich niewielkiej celności na tym typie samolotu (część wcześniej wyprodukowanych samolotów przystosowano już wcześniej do przenoszenia 6-8 pocisków w jednostkach). Zwłaszcza intensywne było użycie MiG-ów przeciw niemieckim wojskom lądowym podczas wygranej bitwy pod Moskwą. Cztery rozpoznawcze MiG-3 z kamerami służyły od sierpnia 1941 w 38 eskadrze rozpoznawczej (38. RAE), jako jedynej wyspecjalizowanej jednostce rozpoznawczej na froncie pod Moskwą.
Na MiG-3 latały też dwa pułki sformowane pod koniec czerwca 1941 z lotników-oblatywaczy, z inicjatywy Stiepana Supruna: 401. pułk dowodzony przez Supruna (który poległ na MiG-u 4 lipca 1941) i 402. pułk dowodzony przez Piotra Stiefanowskiego. W sierpniu pozostali lotnicy wrócili do swoich zadań, a pułki te stały się zwykłymi pułkami myśliwskimi.

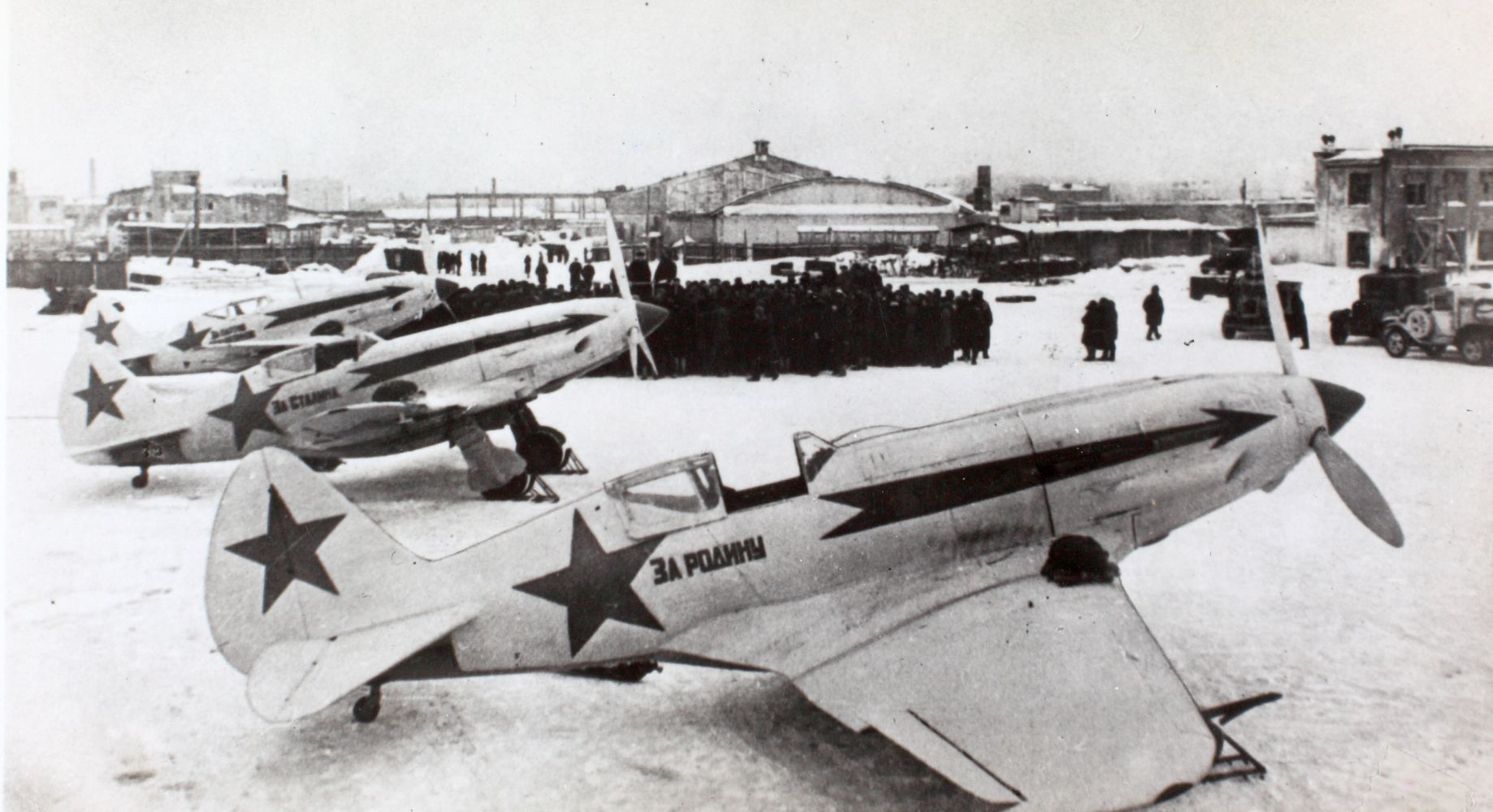
MiG-3 zimą 1941/1942

Oprócz lotnictwa frontowego, MiG-1 i MiG-3 były używane w lotnictwie Wojsk Obrony Powietrznej (PWO), przede wszystkim w obronie Moskwy (6. Korpus Lotnictwa Myśliwskiego – 6.IAK). Szczególnie intensywne walki trwały tam od lipca do 11 sierpnia 1941. Walczyły one także z nocnymi nalotami. MiG-i stanowiły w tym czasie ponad 1/3 myśliwców obrony Moskwy (175 na 459 na koniec października 1941), które poza nimi stanowiły głównie myśliwce starych typów, lecz odniesiono na nich większość zwycięstw. Straty bojowe nad Moskwą do grudnia wyniosły 74 MiGi. MiGi broniły także od początku wojny Leningradu, a od końca 1941 także innych miast, m.in. Stalingradu. Stały się one najliczniejszym typem myśliwców PWO, sięgającym 1/3 w skali kraju (zimą 1941 roku: 309 MiGów na 895 samolotów). Walki z bombowcami i samolotami rozpoznawczymi toczyły się głównie na dużych wysokościach 8–9 tys. m, gdzie prędkość MiGów pozwalała dogonić bombowce. Istotne było jednak wczesne naprowadzanie, gdyż nawet przy umiejętnym wznoszeniu osiągnięcie wysokości 10 tys. m zajmowało nie mniej niż 15 minut, a stanowiła ona w zasadzie praktyczny szczyt możliwości samolotu. W 1943 roku MiGi w wojskach PWO stały się nawet liczniejsze, chociaż ich odsetek spadł (w lipcu 1943: 355 na 1793 samolotów), lecz do połowy 1944 roku pozostało ich już niewiele (17). Według danych radzieckich, MiGi lotnictwa PWO zestrzeliły 710 samolotów, w tym 43 nocą, będąc najskuteczniejszymi myśliwcami PWO. Od początku wojny niemiecko-radzieckiej MiGi były też używane w lotnictwie morskim bazowania naziemnego, głównie we Flocie Bałtyckiej i Czarnomorskiej, gdzie uczestniczyły w intensywnych walkach i używane były do 1943, a także we Flocie Północnej i Oceanu Spokojnego. W tej ostatniej flocie zostały wycofane dopiero w 1945, nie uczestnicząc w działaniach bojowych.
Liczba MiGów w jednostkach malała od końca 1941 na skutek przerwania produkcji, strat oraz intensywnego zużycia. Były one zastępowane przez myśliwce Jak-1, ŁaGG-3, a następnie ich wersje rozwojowe Jak-7 i Ła-5. W lecie 1942 stanowiły już tylko 2–3% radzieckich myśliwców frontowych. Ostatnią operacją na Zachodnim Froncie, w której brała udział większa liczba MiGów, była zaczepna operacja rżewsko-syczewska w sierpniu 1942. W 1943 używano jeszcze 20–27 samolotów, najdłużej na Froncie Zakaukaskim.
Żaden MiG-3 nie został zachowany dla celów muzealnych, a w muzeum w Monino jedynie zbudowano później uproszczoną makietę samolotu. Jednakże w 2000 roku odnaleziono rozbity MiG-3 w lesie w obwodzie murmańskim, a potem do 2003 roku części jeszcze pięciu innych samolotów. Do 2015 roku zrekonstruowano przynajmniej trzy samoloty, w tym przynajmniej jeden doprowadzony do stanu lotnego.

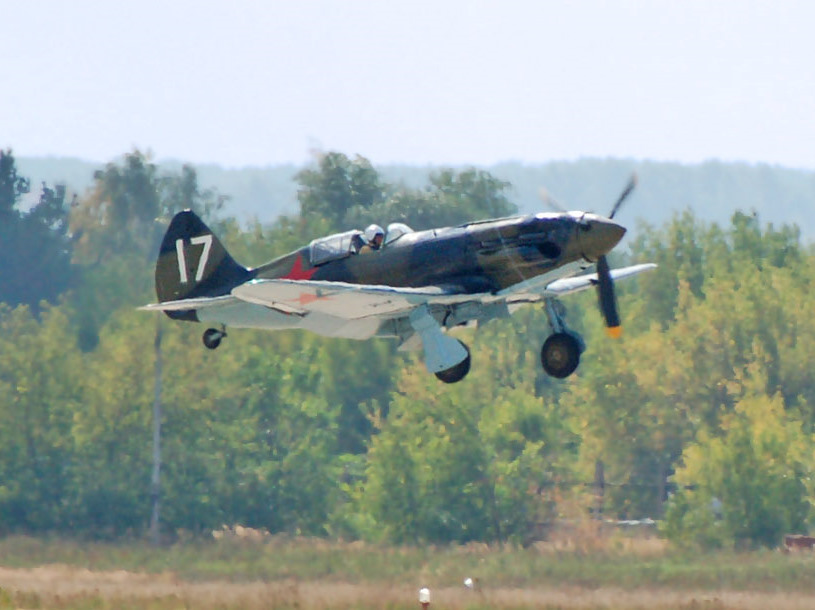
Zrekonstruowany MiG-3 w locie, 2007

## Ocena samolotu
Ocena samolotów MiG-1 i MiG-3 jest niejednoznaczna. Szybkie wprowadzenie samolotu do produkcji, przed całkowitym dopracowaniem, pociągnęło początkowo sporą awaryjność, ponadto nie zdołano na czas poprawić części wad, jak trudnego pilotażu. Z drugiej strony jednak, mimo że nie sprawdziły się nadzieje na przewyższanie osiągami nowych niemieckich myśliwców, MiGi były nowoczesnymi samolotami, a ich opanowana już masowa produkcja pozwoliła radzieckiemu lotnictwu przetrwać trudny okres jesieni 1941 roku. Osobnym problemem, w mniejszym stopniu związanym z samolotem, było słabsze wyszkolenie taktyczne i pilotażowe oraz brak doświadczenia radzieckich pilotów, co było o tyle istotne, że MiG był samolotem stosunkowo trudnym w pilotażu i wymagającym dobrych pilotów. Trudniejszy był start i lądowanie w porównaniu ze starszymi samolotami, zwłaszcza dwupłatowymi (wysoka była prędkość lądowania). Według wspomnień, MiG-3 nie wybaczał błędów w pilotażu, jednakże po nabraniu doświadczenia przez pilota, był skutecznym samolotem w walce. Część pilotów po opanowaniu samolotu wyrażała o nim bardzo dobre opinie. Modyfikacja konstrukcji MiG-1 przez zwiększenie zapasu paliwa, prowadząca do powstania MiG-3, jest powszechnie krytykowana w literaturze, gdyż pogorszyła osiągi samolotu. Duży zapas paliwa był przydatny jedynie do eskortowania bombowców na duże odległości, co było sporadyczne, i do czego bardziej praktyczne byłoby zastosowanie odrzucanych zbiorników paliwa. W braku dokumentów wyjaśniających przyczyny takiej decyzji, spekuluje się, że tak duży zasięg, znacznie przewyższający istniejące wówczas myśliwce, był niepotrzebny do walki z Niemcami, natomiast miał posłużyć do przewidywanej wojny z państwami Europy zachodniej. Same władze dostrzegły, że decyzja o zwiększaniu zapasu paliwa była błędne i do połowy 1941 roku był on zmniejszony, co nie cofnęło jednak zmian konstrukcyjnych w stosunku do MiG-1.
Wbrew opiniom spotykanym w publikacjach, MiG nie był projektowany jako myśliwiec przechwytujący, lecz według radzieckiej terminologii, myśliwiec frontowy. Mimo teoretycznie wysokiej prędkości maksymalnej, charakterystyki lotne MiGów okazały się jednak niedostosowane do specyfiki walk na froncie wschodnim. Silnik AM-35A rozwijał co prawda większą moc, niż stosowany w pozostałych nowych myśliwcach radzieckich M-105, ale na większych wysokościach; był przy tym ok. 200 kg cięższy. Seryjny MiG-3 podczas prób osiągał nad ziemią prędkość maksymalnie 469 km/h, a na wysokości 7800 m – 615 km/h (474 i 621 km/h w wersji bez slotów). Jednakże walki powietrzne na froncie wschodnim toczyły się głównie na małych wysokościach (poniżej 4000 m). Na tych wysokościach MiG osiągał prędkość zbliżoną do Jak-1 i Messerschmitta Bf 109E, nieco lepszą od ŁaGG-3, natomiast mniejszą od Bf 109F. Na małych wysokościach MiG-3 miał też gorszą prędkość wznoszenia od tych myśliwców, z wyjątkiem ŁaGG-3. Dopiero na dużych wysokościach (ok. 6000 m) jego prędkość maksymalna i prędkość wznoszenia zbliżała się do Bf 109F. MiG-3 miał ponadto słabszą manewrowość od konkurentów i przeciwników, gdyż przy większych prędkościach (ponad 350 km/h) wymagał dużej siły do sterowania w obu płaszczyznach, co utrudniało szybkie manewry. Do prędkości 350 km/h potrzeba było o 60% większej siły do sterowania, a wzrastała ona dalej w miarę wzrostu prędkości. Najlepszy czas pełnego wirażu przy prędkości 330 km/h to 28 s, a przy 352 km/h wzrastał już do 32,8 s, więc Bf 109F przewyższał MiG-a też w walce kołowej. Według niektórych autorów, MiG-3 (w ostatecznej wersji) miał też o 15–30% mniejszy praktyczny zasięg i tym samym długotrwałość lotu od innych myśliwców. Wobec słabszej manewrowości w poziomie od ŁaGG-3 oraz trudnego pilotażu, decyzja o produkcji MiG-ów bywa uznawana przez niektórych autorów za błąd. Należy mieć jednak na uwadze, że MiG-1 i MiG-3 były pierwszymi dostępnymi w dużej liczbie nowoczesnymi myśliwcami radzieckimi i przewyższały przestarzałe I-16 i I-153, pozwalając na w miarę równorzędną walkę z myśliwcami niemieckimi i skuteczne zwalczanie bombowców. Dzięki wysokiej prędkości zdolne były do łatwego przechwytywania bombowców, w tym stosunkowo szybkich Junkers Ju 88. Przy tym, ŁaGG-3 wczesnej produkcji miały znacznie więcej usterek.
Za ujemną cechę MiG-3 w porównaniu z innymi myśliwcami było uważane stosunkowo słabe uzbrojenie – salwa sekundowa podstawowego wariantu z 1 wkm BS i 2 km miała masę jedynie 1,2 kg (z wczesnym modelem wkm BS: 1,08 kg), a z 2 wkm – 1,44 kg (dla porównania, również dość słabo uzbrojonego Jak-1 – 1,73 kg). Z niemieckich samolotów, porównywalne uzbrojenie z 1 wkm 15 mm i dwoma km-ami miała jedynie wersja Bf 109F-3. Salwa sekundowa wariantu z 5 karabinami maszynowymi była lepsza i wynosiła 2,44 kg, ale z powodu zmniejszenia prędkości i zacinania się zrezygnowano z tego uzbrojenia. Uzbrojenie uległo zecydowanej poprawie dopiero w ostatnim nielicznym wariancie z dwoma działkami 20 mm

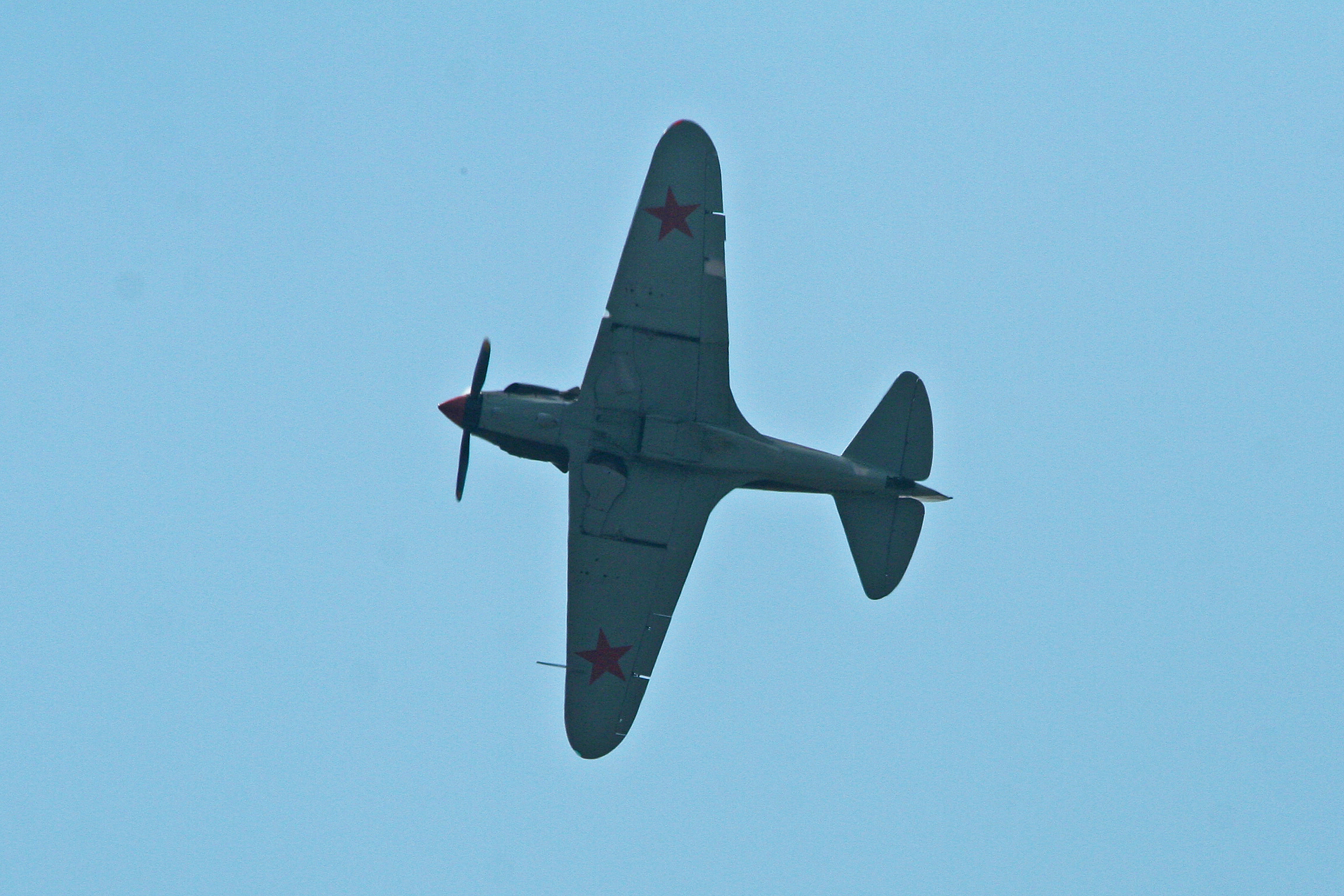
Płatowiec od dołu

Piloci często latali z otwartymi kabinami z powodu słabej widoczności zza długiej maski silnika i zabryzgiwania wiatrochronu olejem, co zmniejszało prędkość o 18–27 km/h. Ograniczona była także widoczność z kabiny, zwłaszcza w dół do przodu. Ponadto, w kabinie było gorąco od chłodnicy silnika. Prędkość maksymalna była dodatkowo redukowana o 10 km/h przez często słabe wykończenie powierzchni (chropowatość farb). Prędkość zależała również od stopnia otwarcia chłodnicy wody; przy otwarciu o 60° spadała aż o 47 km/h. Wadą usunietą dopiero pod koniec produkcji był brak szyby pancernej wiatrochronu. MiG nie miał wyposażenia do lotów w nocy i bez widoczności, jedynie na części samolotów wojsk obrony powietrznej w jednostkach montowano radiopółkompasy RPK-10 i sztuczne horyzonty. Samoloty miały odbiorniki radiostacji pokładowej, a od połowy 6. serii co trzeci miał nadajnik, jakość łączności była jednak słaba z uwagi na zakłócenia spowodowane niedostatecznym ekranowaniem instalacji zapłonowej. Zaletą MiG-a była natomiast dobra technologiczność budowy i remontów, wynikająca z przemyślanej pod tym względem konstrukcji, składającej się z osobnych podzespołów, przewyższająca pod tym względem inne nowe myśliwce radzieckie (np. zewnętrzne części skrzydeł były demontowane). Ułatwiało to remonty samolotów, także z powodu wysokiego stopnia wymienności części, umożliwiającej kanibalizację maszyn uszkodzonych. Resurs silnika AM-35A natomiast wynosił początkowo tylko 50 godzin; do połowy 1941 roku doszedł do 100 godzin. Krytykowane było stosowane początkowo śmigło WISz-22Je, jako słabo dostosowane do użytego silnika, ze zbyt małym zakresem zmiany skoku, przez co m.in. podczas nurkowania śmigło rozpędzało wał silnika ponad dozwoloną wartość (od lipca 1941 roku zostało zamienione na lepsze AW-5Ł-123).

## Wersje doświadczalne
Wariantem I-200 był IP-201 (istriebitiel puszecznyj), ze wzmocnionym uzbrojeniem w postaci nowo opracowanych dwóch działek MP-6 kalibru 23 mm w gondolach pod skrzydłami i 2 wkm 12,7 mm AP-12,7 w kadłubie (pierwotnie planowano 2 działka MP-3 tego kalibru z zapasem po 60 nabojów oraz 2 km-y 7,62 mm SzKAS). Zbudowany został na bazie trzeciego prototypu i oblatany 1 grudnia 1940. Wiosną 1941 program IP-201 jednak przerwano z uwagi na represje wobec konstruktorów jego uzbrojenia, J. Taubina i M. Baburina, wiążące się z anulowaniem jego rozwoju.
Od grudnia 1940 prowadzono na drugim prototypie próby silnika AM-37, lecz 7 maja 1941 został on rozbity przy lądowaniu. W 1941 prowadzono ponownie prace doświadczalne nad MiG-3 z pierwotnie planowanym silnikiem AM-37 (oznaczenie fabryczne MiG-7). Oblatano prototyp, lecz dalsze prace nad nim zarzucono w związku z rezygnacją z dalszego rozwoju tego silnika. Z kolei 31 lipca 1941 roku oblatano prototyp MiG-3 z pokrewnym silnikiem AM-38 o mocy 1600 KM, stanowiącym napęd samolotu szturmowego Ił-2. Silnik ten miał wprawdzie gorsze charakterystyki wysokościowe, lecz za to wariant ten osiągał znacznie większą prędkość od seryjnego MiGa na małych wysokościach (592 km/h na 3400 m). Mimo to, pozostał prototypem w związku z przeznaczeniem silników AM-38 wyłącznie dla priorytetowej produkcji Ił-2. 5 października 1941 roku prototyp z tym silnikiem w trakcie prób został zestrzelony po walce. Z powodu niedoborów silników AM-35A, nieliczne remontowane MiG-3 były jednak w warsztatach jednostek wyposażane w silniki AM-38.
Od wiosny 1941 roku prowadzono też próby modyfikacji MiG-3 z nowym silnikiem gwiazdowym M-82, co doprowadziło do powstania samolotu I-210 (oznaczenie fabryczne MiG-9, nie mylić z późniejszym myśliwcem odrzutowy MiG-9). Silnik osłonięto osłoną NACA, kadłub poszerzono w przedniej części i dalej oprofilowano sklejką. Prototyp oblatano 23 lipca 1941 roku, następnie zbudowano drugi prototyp i trzy samoloty serii próbnej, testowane w 1942 i 1943 roku w jednostkach. Uzbrojenie stanowiły dwa wkm-y 12,7 mm. Samolot okazał się jednak gorszy, niż konkurencyjne Ła-5 i prototypowy Jak-7 M-82 (prędkość maksymalna wynosiła 565 km/h na 6150 m) i nie wszedł do produkcji. 24 lutego 1943 oblatano przeprojektowany dopracowany myśliwiec z silnikiem gwiazdowym M-82F, I-211 (MiG-9Je, МиГ-9Е), lecz również nie wszedł do produkcji, będąc nieco gorszy od Ła-7. Prędkość maksymalna wynosiła 670 km/h na 5000 m.
Wiosną 1943 zbudowano w zakładzie nr 155 jeszcze sześć doświadczalnych myśliwców wysokościowych I-230 na bazie konstrukcji MiG-3, oznaczonych jako samolot „D” (Д). Nosiły fabryczne oznaczenia: MiG-3D1 – D6; spotyka się też nieoficjalne oznaczenie MiG-3U (ułuszczennyj – ulepszony). MiG-3D1 oblatany był 31 maja 1943 roku. Uzbrojone były w dwa działka 20 mm i różniły się m.in. całkowicie drewnianą konstrukcją skorupową kadłuba, powiększoną kabiną pilota o lepszej widoczności oraz zmniejszoną masą. Silnik pozostał standardowy (AM-35A). Osiągi ich nie były jednak na tyle dobre, żeby kierować samolot do produkcji (prędkość 656 km/h, pułap praktyczny 11 900 m). Seria doświadczalna pięciu sztuk była od września 1943 używana w jednostkach obrony powietrznej. W zakładzie tym następnie powstawały dalsze projekty myśliwców, głównie wysokościowych, wywodzących się pośrednio z konstrukcji MiG-3, które jednak pozostawały prototypami (I-231, I-220, I-221, I-222, I-224, I-225).

## Opis konstrukcji

### Płatowiec

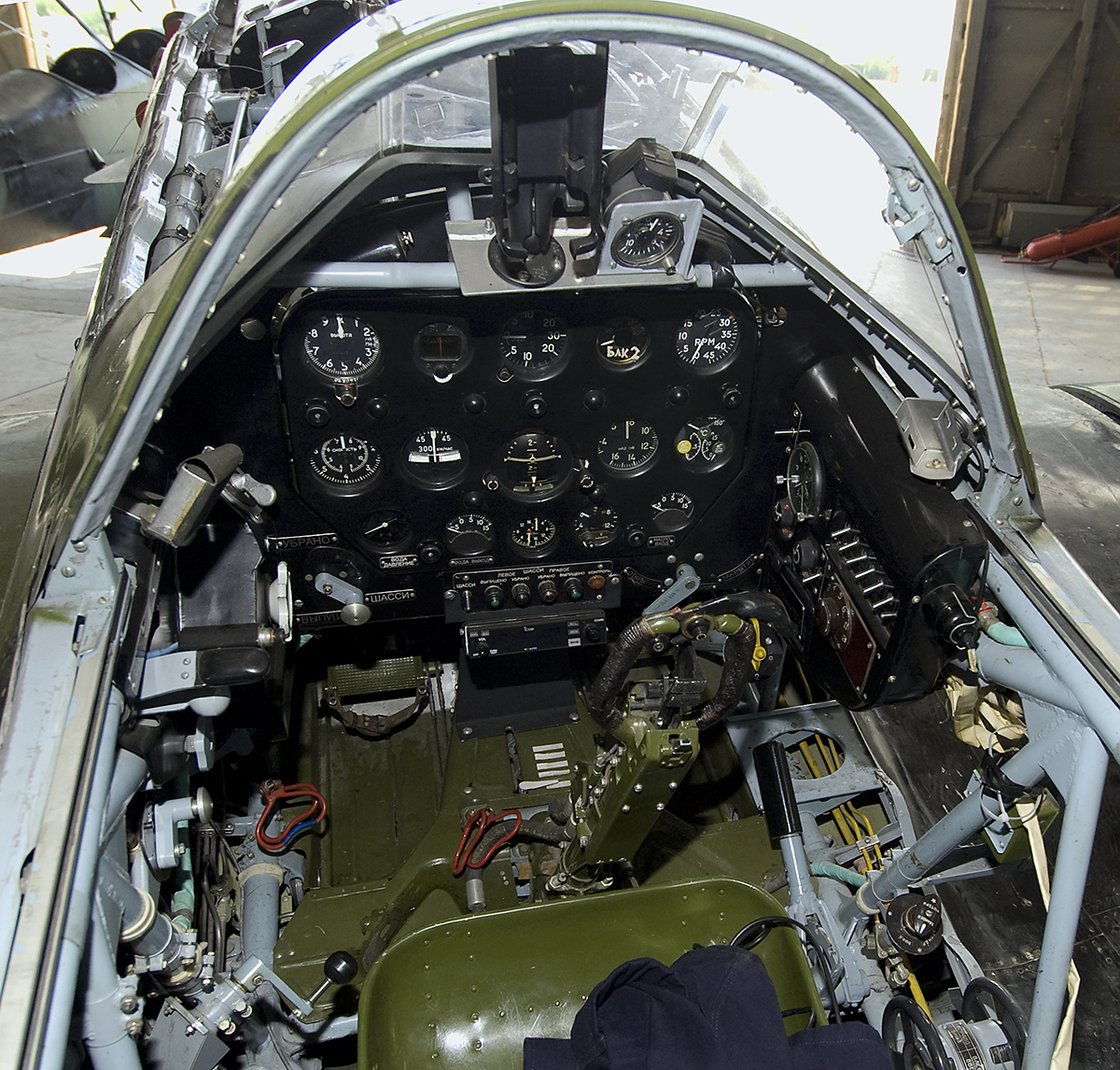
Kabina MiG-3

Silnik AM-35A eksponowany w MLP w Krakowie

Jednosilnikowy wolnonośny dolnopłat konstrukcji mieszanej, z zakrytą kabiną i chowanym podwoziem, w układzie klasycznym. Silnik w nosie kadłuba, napędzający śmigło ciągnące. Kadłub w przedniej i środkowej części był kratownicowy stalowy, pokryty zdejmowanymi blachami duralowymi (mocowanymi na zamkach). W ogonowej części wraz ze statecznikiem pionowym kadłub był konstrukcji skorupowej, z pokryciem z pięciu warstw sklejki brzozowej. Długość wynosiła 8,25 m, rozpiętość skrzydeł 10,2 m, a wysokość 3,325 m.
Skrzydło było trzyczęściowe: centropłat konstrukcji duralowej z elementami stalowymi, pokryty blachą duralową, zewnętrzne części odejmowane, konstrukcji drewnianej, pokryte sklejką. Centropłat był trójdźwigarowy. Powierzchnia nośna płata wynosiła 17,44 m². Skrzydło miało profil Clark YH, o grubości względnej zmniejszającej się z 14% do 8%. Płaty miały niewielki wznios 6° i wydłużenie 5,97. Obciążenie powierzchni wynosiło 189–192,4 kg/m². Lotki miały powierzchnię łączną 1,145 m². Skrzydła wyposażone były w klapy – czteroczęściowe, o powierzchni 2,09 m² (dwie pod centropłatem i pod częściami zewnętrznymi). Samoloty późnych serii miały także sloty. Statecznik poziomy był całkowicie metalowy (duralowy), stery i lotki były metalowe pokryte płótnem. Rozpiętość statecznika poziomego wynosiła 3660 km. Statecznik pionowy miał powierzchnię 1,527 m², w tym ster kierunku 0,913 m², a statecznik poziomy początkowo 3,105 m² (nieruchoma część: 1,659 m², a później 2,462 m²). Stosunek powierzchni sterów do statecznika poziomego wynosił 46:54, a na późniejszych samolotach 37:63 (od 15. serii). Statecznik pionowy od połowy 1941 roku był lekko skręcony w lewo dla kompensacji momentu obrotowego śmigła. Masa własna samolotu wynosiła 2699 kg, a masa startowa początkowo 3355 kg, a na późniejszych samolotach 3285–3299 kg.
Kabina pilota umiejscowiona za środkiem kadłuba, przykryta trzyczęściową osłoną ze szkła organicznego, ze stałym wiatrochronem i częścią środkową nad pilotem odsuwaną do tył. Wiatrochron był gięty z jednego płata pleksiglasu. Nieruchoma część osłony za pilotem mogła być zrzucona przy awaryjnym opuszczaniu samolotu, wraz z częścią środkową. Kabina miała z przodu przegrodę przeciwpożarową i z tyłu płytę pancerną grubości 9 mm (zwiększoną o 1 mm wobec MiG-1). W późnych seriach kabina miała przednią szybę pancerną. Pilot miał optyczny celownik kolimatorowy PBP-1a. Samoloty wyposażone były w odbiorniki radiostacji RSI-3M Orioł o zasięgu do 150 km, od połowy 1941 zastępowanej przez RSI-4D Malutka (wszystkie samoloty miały odbiornik, a co trzeci miał nadajnik). Przed kabiną, po prawej stronie, znajdował się maszt antenowy. Po obu stronach silnika tunele chłodnic oleju, pod kabiną pilota chłodnica cieczy chłodzącej silnik.
Podwozie samolotu klasyczne, z kółkiem ogonowym, chowane w locie pneumatycznie (główne golenie z pojedynczymi kołami, o rozstawie 2,8 m, wciągane w skrzydła w kierunku do kadłuba, całkowicie zakrywane kilkuczęściowymi klapami). Pierwsze serie MiG-1 miały klapy mocowane do goleni podwozia (klapa zasłaniająca koło była łamana), później klapy zakrywające koła zostały umieszczone pod centropłatem. MiG-3 miał koła o rozmiarze 650×200 mm. Kółko ogonowe z litej gumy o rozmiarach 170×90 mm, później większe pneumatyczne, zakrywane w pozycji schowanej podwójną klapą. Długość rozbiegu przy użyciu klap wynosiła 320 m dla samolotów z reduktorem silnika 0,902 i 390–398 m dla samolotów z reduktorem silnika 0,732, a dobiegu 455 m. Prędkość lądowania wynosiła 141–144 km/h.

### Napęd i osiągi
Silnik: AM-35A, 12-cylindrowy w układzie V, moc startowa 1350 KM, moc nominalna 1200 KM na wysokości 6000 m. Stosowano reduktor obrotów o stopniu redukcji 0,902, zamieniony w maju 1941 na 0,732. Silnik posiadał sprężarkę, zasysającą powietrze przez dwa chwyty u nasady centropłata. Śmigło trójłopatowe o zmiennym skoku WISz-22Je (ВИШ-22Е) o średnicy 3 m (zakres zmiany skoku 20°). Od lipca 1941 roku (17. serii) stosowano śmigło AW-5Ł-123 (АВ-5Л-123) o większym zakresie zmiany skoku 30°, dla uniknięcia rozkręcania silnika w locie nurkowym, a pod koniec produkcji AW-5Ł-110 z szerszymi łopatami (od 27. serii).  Silnik uruchamiany był sprężonym powietrzem. Paliwo we wczesnych MiG-3 było w zbiorniku kadłubowym (za silnikiem) pojemności 110 l, dwóch zbiornikach w centropłacie pojemności 150 l (prawy) i 145 l (lewy) i zbiorniku 235 l pod kabiną pilota (łącznie 640 l). Od 12. serii (maj/czerwiec 1941) zbiornik pod kabiną był zmniejszany o 110 l (łączna pojemność 530 l), a od 14. serii dodatkowo zmniejszono pojemność zbiorników w centropłacie o 50 l. Ciężar paliwa w MiG-3 wynosił początkowo 463 kg, ostatecznie 335 kg (na MiG-1: 266 kg). Na początku produkcji wprowadzono samozasklepiające się pokrycie zbiorników z gąbczastej warstwy Anazot.
Podczas badań państwowych osiągnięto prędkość maksymalną 640 km/h na wysokości 7800 m i 495 km/h nad ziemią, lecz w praktyce była ona niższa. Spotykane są jednak różne wartości osiągów samolotu w zależności od testowanej serii produkcyjnej i warunków prób. Prędkość maksymalna seryjnych samolotów podczas badań wynosiła:
- 603 km/h na 7800 m i 462 km/h nad ziemią – wczesnej serii z reduktorem o przełożeniu 0,902 i śmigłem WISz-22Je[79]
- 621 km/h na 7800 m i 474 km/h nad ziemią – późnej serii z reduktorem o przełożeniu 0,732 i śmigłem AW-5Ł-123[80]
- 615 km/h na 7800 m i 469 km/h nad ziemią – późnej serii ze slotami[80]
- 619 km/h na 8100 m i 475 km/h nad ziemią – ostatnich serii ze śmigłem AW-5Ł-110 i slotami[27].

Prędkość wznoszenia wynosiła maksymalnie 12 m/s na wysokości 0 m, a po zmniejszeniu zapasu paliwa 13 m/s. Czas wznoszenia na wysokość 5000 m wynosił dla różnych samolotów między 6,8 a 7,1 minuty, a na wysokość 8000 m między 11,4 a 12,4 minuty. Na wysokości 1000 m pełny zakręt zabierał 22–23 sekundy. Pułap praktyczny wynosił 10 850 m ze śmigłem WISz-22Je i 11 500 mm z AW-5Ł-123. Zasięg wynosił 820–857 km podczas prób państwowych (z masą paliwa 463 kg) i 628 km w przypadku późnych samolotów (z masą paliwa 335 kg).

## Użytkownicy
- ZSRR
- Rumunia – używany przynajmniej jeden samolot jako rozpoznawczy (dezerter ukraiński uciekł na MiG-u 3 do Rumunii, oddany Sowietom we wrześniu 1944)[72]
- Niemcy – zdobyczne używane do testów